# 日本ジェットスキー協会
日本ジェットスキー協会（にほんジェットスキーきょうかい、英文名称：JAPAN JET SKI BOATING ASSOCIATION、略称：JJSBA）は、水上オートバイに関する様々な業務を取り扱う任意団体である。兵庫県明石市に本部を置いている。
主な事業として、国内で行われるジェットスキーのみの様々なレースの公認を行っている。

## 会員
ジェットスキーレーサーライセンス・審判員資格は会員以外取得出来ない。

## 大会
- KAZE JETSKI耐久レース